# Petro Kraljuk

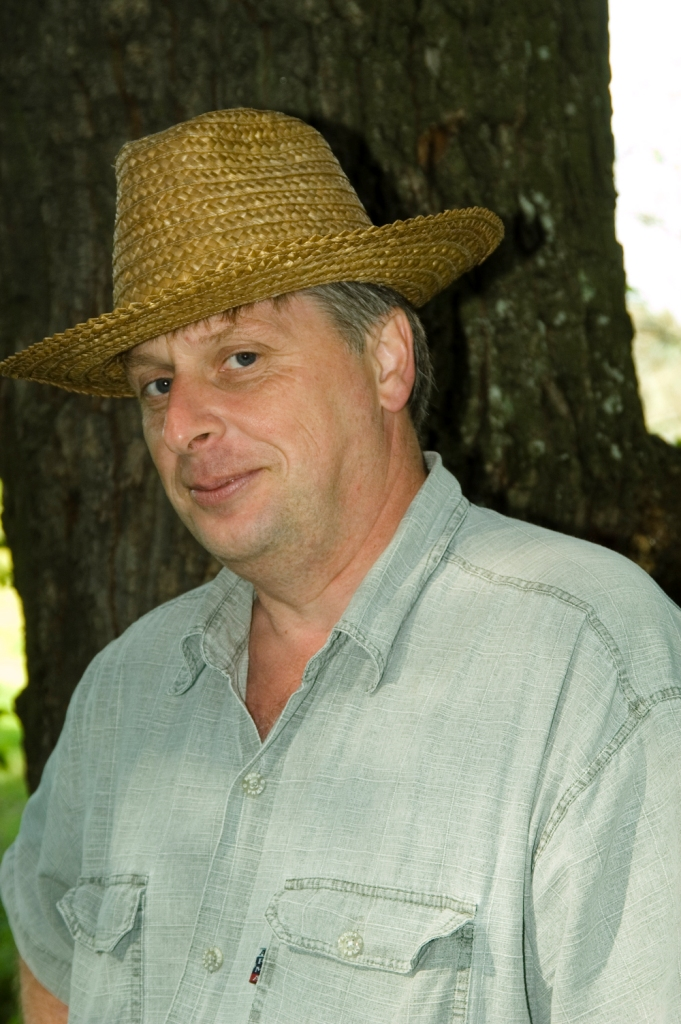
Petro Kraljuk, 2010

Petro Mychajlowytsch Kraljuk (ukrainisch Петро Михайлович Кралюк; * 23. Februar 1958 in Kiwerzi, Oblast Wolyn) ist ein ukrainischer Philosoph, Schriftsteller und Wissenschaftler.

## Leben
Am Anfang seiner Berufstätigkeit arbeitete Petro Kraljuk als Lehrer in einer Dorfschule. Später unterrichtete er an einer Hochschule. Seine Aspirantur absolvierte er am Institut der Sozialwissenschaften an der Akademie der Wissenschaften der Ukrainischen SSR. Am Institut für Philosophie von Akademie der Wissenschaften der Ukrainischen SSR promovierte Kraljuk 1988 mit dem Thema: „Antitrinitarismus und öffentliche Meinung in der Ukraine, zweite Hälfte des 16 Jh.- erste Hälfte des 17 Jh.“ und im Jahr 1998 mit der Doktordissertation: „Die Besonderheiten der Interaktion zwischen dem konfessionellen und nationalen Bewusstsein in der ukrainischen öffentlichen Meinung, 16 Jh. – erste Hälfte des 17 Jh.“
Seit 2005 ist Kraljuk der Hauptleiter am spezialisierten Promotionsrat für die Religionswissenschaft (historische Wissenschaften) an der Ostroger Akademie. Zurzeit ist er auch der erste Prorektor dieser wissenschaftlichen Bildungseinrichtung.
Kraljuk ist Mitglied der Nationalen Vereinigung der ukrainischen Schriftsteller.
Kraljuk war Preisträger beim internationalen literarischen Wettbewerb „Granoslov“, 1992 und beim Gesamtukrainischen Wettbewerb „Ukraine. Die geistlichen Insel“, 2008. Er wurde auch mit dem Switotsch-Preis (премія імені Світочів), 2008  und mit dem internationalen literarischen Gogol-Preis „Triumph“, 2009 ausgezeichnet.

## Literarische und wissenschaftliche Werke
In seiner wissenschaftlichen Arbeit stellte Petro Kraljuk die Frage nach der Überarbeitung von traditionellen Schemata der Philosophiegeschichte der Ukraine von Dmitrij Tschižewskij. Kraljuk vertritt die Meinung, dass die Spuren der ukrainischen Philosophiegeschichte nicht in den Zeiten der Kiewer Rus, sondern schon in den Antikzeiten zu finden sind. In seiner Forschung lenkt er die Aufmerksamkeit der Wissenschaft auf den aristokratischen Charakter der mittelalterlichen ukrainischen Kultur. Kraljuk ist Redakteur der Enzyklopädie „Ostroger Akademie im 16 Jh. -17 Jh.“ (2010)
In den Literaturwerken von Kraljuk sind eine Verbindung von traditionellen und postmodernen Elementen zu finden. Als Prosaiker ist Kraljuk mit seinen satirischen Werke und historische Belletristik bekannt.

## Werke

### Monographien
- „Die geistige Suche von Meletiy Smotrytsky“ (Luzk, 1997),
- „Volhynien in das Leben und Schaffen von Taras Schewtschenko“ (Luzk, 2006),
- „Die Bibel von Ostrog im Kontext der ukrainischen und europäischen Kulturen“ (Ostrog, 2006)
- „Unerforschte Fragen in der Geschichte der ukrainischen Philosophie“ (Luzk, 2007)

### Belletristik
- „Die Apocryphen“ (Lviv, 2005)
- „Die Dioptria“ (Lutsk, 2007)
- „Die Relikvia“ (Ostrog, 2010)